# Cantó d'Ajaccio-5
El cantó d'Ajaccio-5 és una divisió administrativa francesa situat al departament de Còrsega del Sud i la regió de Còrsega.

## Geografia
El cantó és organitzat al voltant d'Ajaccio dins el districte d'Ajaccio. La seva altitud varia de 0 m (Ajaccio) a 787 m amb una altitud mitjana de 38 m.

## Consellers generals
| Data d'elecció | Identitat  | Partit | Qualitat |
| -------------- | ---------- | ------ | -------- |
| 2004           | Pierre Cau | DVD    |          |

## Composició
| Ajaccio | 52 880 (1) | 20000 | 2A004 |

(1) Fracció de comuna